# 井上正敦
井上 正敦（いのうえ まさあつ、宝永4年（1707年） - 宝暦3年6月20日（1753年7月20日））は、江戸時代中期の大名。常陸下妻藩の第2代藩主。1500石の旗本である井上政式の次男。正室は井上正長の養女（井上正矩の娘）。子は井上正賀（長男）。官位は従五位下、遠江守。

## 生涯
実父の井上政式は下総高岡藩主の井上政清の子、同藩主の井上政蔽の弟であり、浜松藩井上家の家祖井上正就の弟である井上政重の系統（高岡井上家）である。
享保5年（1720年）、先代の正長の養嗣子だった正矩が早世したため、正矩の娘を娶って正長の新たな養嗣子となる。同年、正長の死去により跡を継いだ。享保6年（1721年）1月12日に叙任する。享保17年（1732年）2月に大番頭、延享3年（1746年）11月に奏者番となった。宝暦3年（1753年）6月20日、47歳で死去し、跡を養嗣子の正辰が継いだ。法号は義天一相如円寿院。墓所は東京都台東区の谷中霊園。

## 系譜
父母
- 井上政式（実父）
- 井上正長（養父）

正室
- 井上正長の養女、井上正矩の娘

子女
- 井上正賀（長男）生母は正室

養子
- 井上正辰 ー 金森頼錦の次男